# Алиментарная дистрофия
Алиментарная дистрофия, алиментарный маразм (от лат. alimentum — пища, содержание) — тяжёлая форма белково-энергетической недостаточности с преобладанием энергетической недостаточности. Другие виды белково-энергетической недостаточности — это квашиоркор, кахексия, госпитальное голодание.
Алиментарная дистрофия в основном наблюдается у детей до 1 года, в то время, как квашиоркор после 18 месяцев.

## Распространенность
Алиментарная дистрофия описывается в Блокадной книге как болезнь ленинградцев, вызванная недоеданием в годы Великой Отечественной войны.

## Этиология
Недостаточное поступление в организм и всасывание питательных веществ, обусловленное экзогенными, а также эндогенными причинами (опухолевое, рубцовое сужение пищевода, привратника, синдромы недостаточности пищеварения, всасывания). Имеют значение не только абсолютное, но и относительное (непропорциональное выполняемой физической работе) снижение калорийности пищи, качественные изменения пищевого рациона, особенно дефицит белков (главным образом животных), жиров; недостаток незаменимых аминокислот, жирных кислот и витаминов (в первую очередь жирорастворимых). При продолжительном недостатке питания возникают гипопротеинемия, дистрофические изменения в различных органах и тканях, нарушается функция многих органов, возникает полигландулярная недостаточность.

## Патогенез
Полное или частичное белковое голодание приводит к мобилизации белка костей, мышц, кожи, а после истощения этих ресурсов развиваются тяжёлые состояния из-за вынужденного потребления организмом белка собственных внутренних органов и в последнюю очередь — мозга.

## Клинические проявления

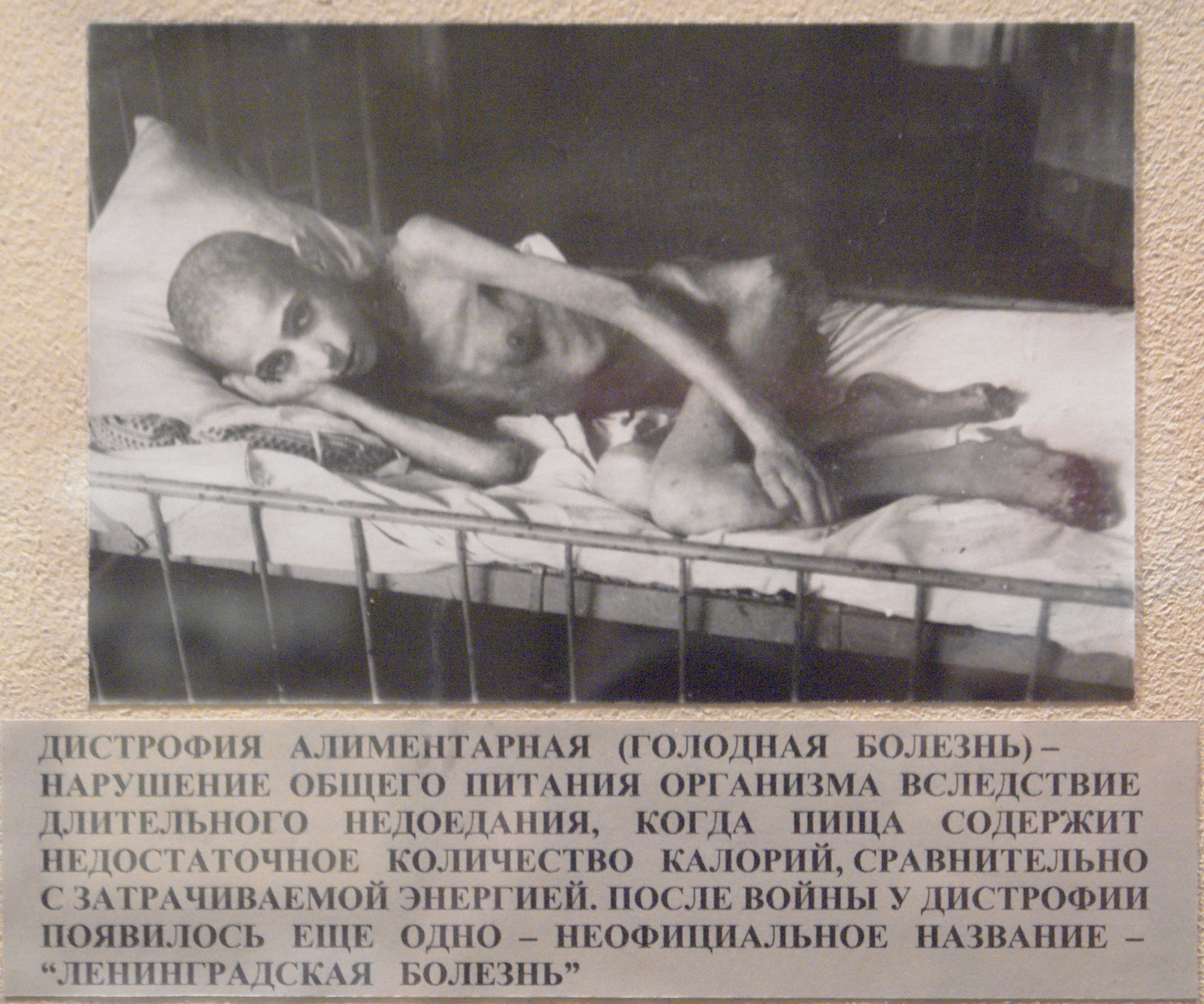
Жертва «Ленинградской болезни» — алиментарной дистрофии

Симптомы, общие для состояний белково-энергетической недостаточности — сухая кожа, свободные складки кожи, свисающие на бедрах, в зоне подмышек и т. д.
Атрофия мышц и подкожной клетчатки, возможно также чередующиеся полосы пигментированных и депигментированных волос, пятна на коже, вызванные её шелушением. Больной часто раздражён и ненасытно голоден.

## Лечение
Лечение должно быть комплексным, поскольку сопутствующие инфекции, обезвоживание, и т.п часто смертельны.
В конечной стадии алиментарной дистрофии механизмы синтеза белка в организме разрушены, поэтому достаточное питание не предотвращает смертельный исход.

## Прогноз
Благоприятен при своевременно начатом лечении.